# Landsmannschaft Schlesien

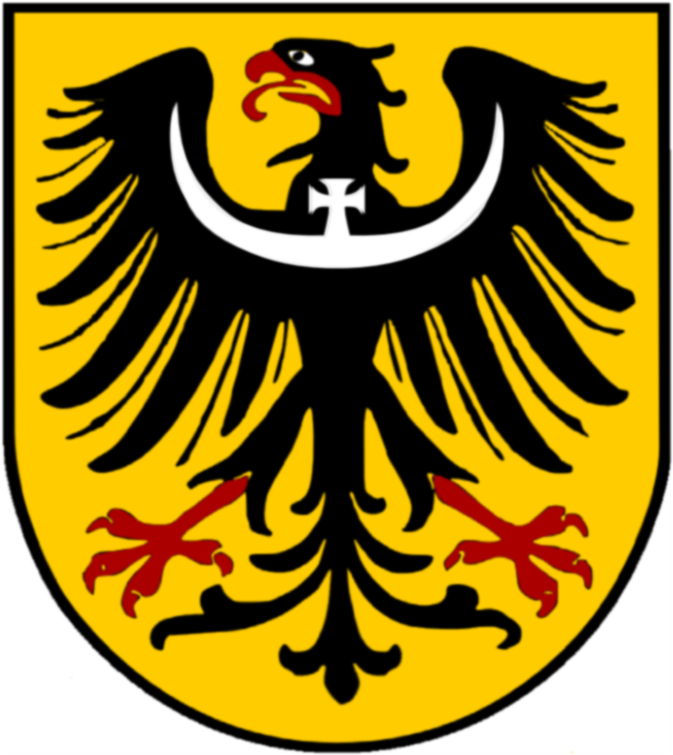
Die Landsmannschaft führt den Schlesischen Adler

Die Landsmannschaft Schlesien – Nieder- und Oberschlesien e. V. ist ein Vertriebenenverband und vertritt die Interessen der Schlesier. Ihre Bundesgeschäftsstelle unterhält die Landsmannschaft in den Räumen des Hauses Schlesien in Königswinter bei Bonn.

## Organisation und Aufgaben
Die Landsmannschaft wurde am 28. März 1950 vom Bundesministerium für Vertriebene, Flüchtlinge und Kriegsgeschädigte gegründet und ist Mitglied im Bund der Vertriebenen (BdV). Am 3. Oktober 1950 übernahm das Land Niedersachsen die Schirmherrschaft über die Schlesier. Nach eigenen Angaben zählt die Landsmannschaft bundesweit derzeit ca. 200.000 Mitglieder. Alle zwei Jahre wird – in den letzten Jahren immer in Hannover – das Deutschlandtreffen der Schlesier abgehalten, zu dem mehrere zehntausend Besucher kommen.
Bundesvorsitzender ist seit 2013 Stephan Rauhut. Er löste in einer Kampfabstimmung Rudi Pawelka ab, der mit polenfeindlichen und revisionistischen Äußerungen einen Eklat ausgelöst hatte.
Die Landsmannschaft Schlesien ist die Landsmannschaft der Schlesier und eine Landsmannschaft für Schlesien.

Im Wortlaut heißt es hierzu:

Wir, die Landsmannschaft Schlesien
- vertreten politisch, rechtlich und kulturell die Interessen Schlesiens und der Schlesier
- sind eine demokratische Organisation – überparteilich und überkonfessionell –, in der sich Schlesier und Freunde Schlesiens zusammengeschlossen haben
- sind der heimatliche Ansprechpartner für unsere Landsleute und Freunde in Deutschland und der Welt
- handeln als Demokraten und Patrioten für unser Volk und Vaterland
- tragen Mitverantwortung für Freiheit und Recht des deutschen Volkes
- fordern das Recht auf Selbstbestimmung und das Recht auf die Heimat einschließlich des Rechtes auf Eigentum
- treten für die Rechte unserer Landsleute auch in der Heimat ein und sind deren Anwalt gegen Nationalismus und Chauvinismus
- unterstützen unsere Landsleute in der schlesischen Lausitz bei der Wiederfindung der Jahrzehnte gewaltsam unterdrückten schlesischen Identität
- arbeiten mit der Jugend für die Jugend, denn Schlesien und ganz Deutschland sind gemeinsame Aufgabe aller Generationen.

Die Landsmannschaft vergibt als höchste Auszeichnung den Schlesierschild. Die monatlich erscheinenden Schlesischen Nachrichten sind ihr offizielles Verbandsorgan, seitdem diese 1988 die Zeitschrift Der Schlesier in dieser Rolle ablösten.

## Bundesvorsitzende

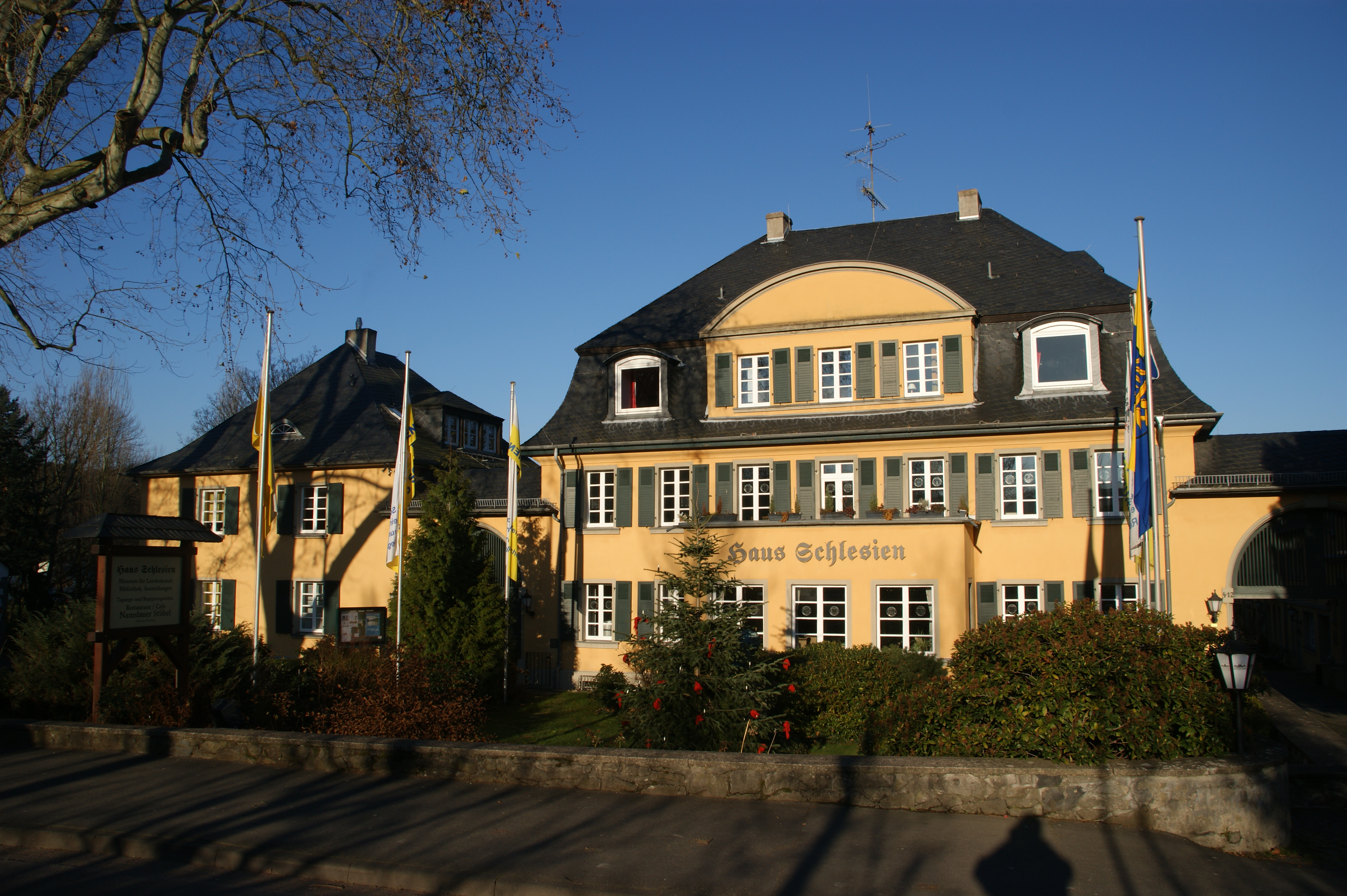
Verbandssitz Haus Schlesien in Königswinter

- 1950–1952: Walter Rinke
- 1952–1953: Karl Hausdorff
- 1953–1954: Walter Rinke
- 1954–1955: Julius Doms
- 1955–1968: Erich Schellhaus
- 1968–2000: Herbert Hupka
- 2000–2013: Rudi Pawelka
- seit 2013: Stephan Rauhut

## Landesverbände
Der Bundesverband Landsmannschaft Schlesien - Nieder- und Oberschlesien e. V. gliedert sich in 12 Landesverbände.
- Landesverband Baden-Württemberg
- Landesverband Bayern
- Landesverband Berlin / Mark Brandenburg
- Landesverband Bremen / Bremerhaven
- Arbeitsgemeinschaft Hamburg
- Landesverband Hessen
- Landesverband Niedersachsen
- Landesverband Nordrhein-Westfalen
- Landesverband Rheinland-Pfalz
- Landesverband Sachsen / Schlesische Lausitz
- Landesverband Schleswig-Holstein
- Landesverband Thüringen

## Existenz von zwei schlesischen Landsmannschaften
Aus historischen Gründen gibt es neben der Landsmannschaft Schlesien noch eine Landsmannschaft der Oberschlesier. Diese Trennung bezog sich in der Anfangszeit auf die Oberschlesier, die in der Zwischenkriegszeit in der polnischen Woiwodschaft Schlesien lebten.

## Kontroverse zum Motto des Schlesiertreffens 1985
Zum Schlesiertreffen 1985 der Landsmannschaft Schlesien wurde unter Führung von Herbert Hupka das Motto „40 Jahre Vertreibung – Schlesien bleibt unser“ benannt, welches öffentlich äußerst kontrovers diskutiert und von zahlreichen Politikern scharf kritisiert wurde. Dabei wurden vor allem die nach deren Meinung im Motto implizierten Besitzansprüche kritisiert. Als Folge dieser Auseinandersetzungen sagte der als Gastredner vorgesehene Bundeskanzler Helmut Kohl zunächst seinen Auftritt bei der Veranstaltung ab, was wiederum in der Bundesrepublik Deutschland zu einer Debatte über die Ziele und Leitmotive der Landsmannschaften führte. Nach massivem Druck vor und hinter den Kulissen zog der Vorstand der Landsmannschaft schließlich das Motto zurück und ersetzte es durch „Schlesien bleibt unsere Zukunft in einem Europa freier Völker“.

## Schlesische Jugend
Die Schlesische Jugend ist eine eigenständige Nachwuchsorganisation der Landsmannschaft Schlesien. Gegründet 1948, ist es das Ziel der Mitglieder, das Erbe Schlesiens mit seiner Kultur und seinen Landschaften zu bewahren. Der Schwerpunkt der Arbeit der Schlesischen Jugend liegt auf der kulturellen und politischen Bildungsarbeit. Einer der Bundesvorsitzenden der Schlesischen Jugend war der CSU-Politiker Hartmut Koschyk.
Der Vorwurf von Verbindungen zwischen der Bundesgruppe der Schlesischen Jugend und der als rechtsextrem eingestuften Jungen Landsmannschaft Ostdeutschland sowie zur ebenfalls rechtsextremen NPD führten 2011 zunächst zum Ausschluss der Bundesgruppe der Schlesischen Jugend aus der Landsmannschaft Schlesien. Dieser wurde jedoch am 1. Februar 2012 durch das Amtsgericht Königswinter aufgehoben. Das Gericht erklärte das Verfahren für satzungswidrig und somit ungültig. Am 10. März 2012 beschloss der Bundesvorstand der Landsmannschaft Schlesien den erneuten Ausschluss der Bundesgruppe der Schlesischen Jugend. Auf Landesebene arbeiten z. B. in Nordrhein-Westfalen und Bayern die Schlesische Jugend und die Landsmannschaft nach wie vor zusammen, wobei die genannten Landesgruppen der Schlesischen Jugend nicht der Bundesgruppe der Schlesischen Jugend zugehörig sind.